# Рейди (ледник)
Ледникът Рейди (на английски: Reedy Glacier) е голям долинен ледник в Западна Антарктида, Земя Едуард VІІ, Бряг Гулд с дължина над 160 km и ширина 10 – 19 km. Води началото си от Антарктическото плато на около 2000 m надморска височина. „Тече“ на северозапад между Калифорнийското плато (част от планината Куин Мод) на югозапад и хребета Уисконсин (част от планината Хорлик) на североизток, всички те са части от Трансантарктическите планини. От ляво (от югозапад) се подхранва от по-малките ледници Колорадо, Канзас и др., а от дясно (от североизток) – от ледниците Норфолк, Хорлик и др. „Влива“ се в ледения залив Гулд, в югоизточната част на шелфовия ледник Рос.
Ледникът Рейди е открит и заснет чрез аерофотоснимки, на базата на които е картиран през 1960 – 64 г. Наименуван е в чест на контраадмирал Джеймс Рейди (1910 – 1999), командващ военноморската авиация в Антарктида от ноември 1962 г. до април 1965 г.
- Топографска карта на горната част на ледника Рейди
- Топографска карта на средната част на ледника Рейди
- Топографска карта на най-долната част на ледника Рейди